# Marsz Gwardii Ludowej

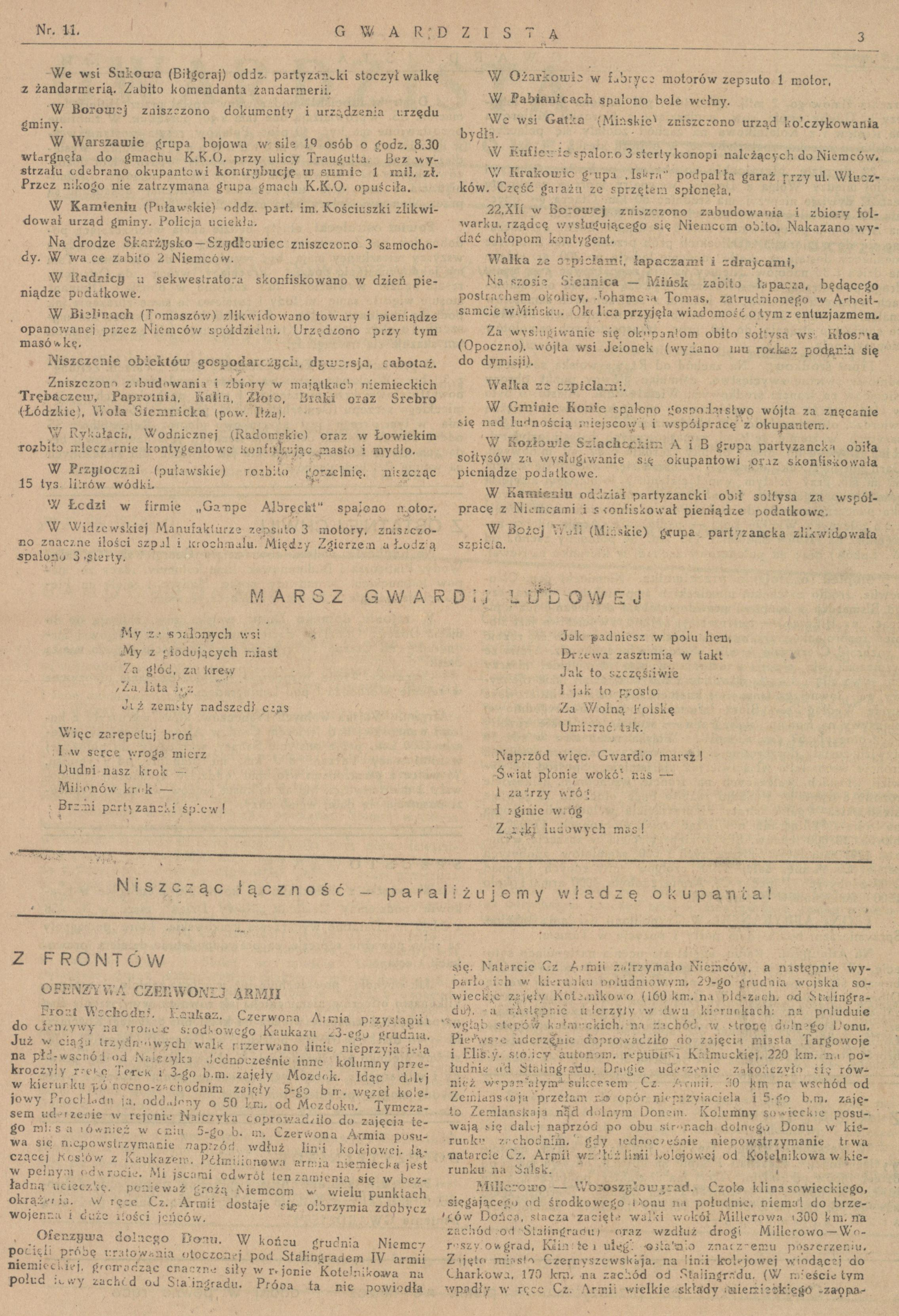
Tekst marszu w „Gwardziście”, 20 stycznia 1943 roku

Marsz Gwardii Ludowej (pierwotnie Pieśń partyzantów) – hymn oddziałów Gwardii Ludowej. Słowa i melodię ułożyła Wanda Zieleńczyk, uczestniczka ruchu oporu w szeregach Gwardii Ludowej. 

## Powstanie i użycie
Pieśń ta powstała w roku wymarszu w pole pierwszego oddziału Gwardii Ludowej (rok 1942). Początkowo nosiła tytuł „Pieśń partyzantów”.  Później tytuł pierwotny zmieniono na „Marsz Gwardii Ludowej”. Ukazała się po raz pierwszy w 1943 roku w gazecie podziemnej „Gwardzista”, nr 11 z dnia 20 stycznia 1943 roku. Odtąd pieśń ta stała się hymnem Gwardii Ludowej. Niektóre powojenne publikacje podają, że współautorką tekstu była siostra Wandy, Jadwiga Kocanowa. Oryginalna kompozycja muzyczna została osnuta na motywach ludowych z regionu piotrkowskiego. Tekst przekazywany był do poszczególnych garnizonów GL za pośrednictwem powielonych ulotek. „Pieśń partyzantów” zamieszczono również w wydawnictwie Związku Walki Młodych „Zbiór pieśni i wierszy dla partyzantów Armii Ludowej”, które ukazało się w Warszawie w grudniu 1943 roku, a następnie zostało powtórzone w maju 1944 roku.

## Tekst
My ze spalonych wsi,

My z głodujących miast,

Za głód, za krew,

Za lata łez

Już zemsty nadszedł czas!

Za głód, za krew,

Za lata łez

Już zemsty nadszedł czas!
Więc zarepetuj broń

I w serce wroga mierz!

Dudni nasz krok,

milionów krok,

Brzmi partyzancki śpiew.

Dudni nasz krok,

Milionów krok,

Brzmi partyzancki śpiew.
Gdy padniesz w polu, hen

Drzewa zaszumią w takt.

O, jak to pięknie

I jak to prosto

za wolną Polskę umierać tak.

O, jak to pięknie

I jak to prosto

Za wolną Polskę umierać tak.

Więc naprzód, Gwardio marsz!

Świat płonie wokół nas

I zadrży wróg

I zginie wróg

Z ręki ludowych mas!

I zadrży wróg

I zginie wróg

Z ręki ludowych mas!